# Округ Ајда (Ајова)
Округ Ајда (енгл. Ida County) је округ у америчкој савезној држави Ајова.

## Демографија
По попису из 2010. године број становника је 7.089, што је 748 (-9,5%) становника мање 2000. године.
| Група             | 2000.         | 2010.         |
| Белци             | 7.737 (98,7%) | 6.907 (97,4%) |
| Афроамериканци    | 8 (0,1%)      | 17 (0,2%)     |
| Азијати           | 19 (0,2%)     | 19 (0,3%)     |
| Хиспаноамериканци | 37 (0,5%)     | 100 (1,4%)    |
| Укупно            | 7.837         | 7.089         |